# LOVE ~잠 못 이루고 그대의 옆얼굴을 계속 보고있었어~
〈LOVE ~잠 못 이루고 그대의 옆얼굴을 계속 보고있었어~〉(일본어: LOVE ~眠れずに君の横顔ずっと見ていた~ - 네무레즈니키미노요코가오즛토미테이타[*])는 쿠리바야시 세이이치로가 Barbier라는 이름으로 발표한 마지막 싱글이며, 1996년 6월 9일 발매되었다. (CD: JBDJ-1017) 곡의 작사는 사카이 이즈미가, 작곡은 쿠리바야시 세이이치로, 편곡을 하야마 타케시가 맡았다. B 사이드 곡은 〈I still remember〉이다.
이 싱글의 면면은 전작 〈크리스마스 타임〉과 아주 흡사하다. 우선 이 곡도 KBS교토에서 제작한 음악 프로그램의 테마곡으로 사용되었으며, 사카이 이즈미 (ZARD)가 후일 셀프 커버했고 모두 2번 음반에 실리게 된다. 이는 각각 《TODAY IS ANOTHER DAY》와 《ZARD ALBUM COLLECTION ~20th ANNIVERSARY~》였고, 전자는 아카시 마사오가, 후자는 토쿠나가 아키히토가 편곡했다. B 사이드 곡 역시 ZARD가 1994년에 발표한 곡을 셀프 커버한 것으로, 원곡은 정규 음반 《OH MY LOVE》에 수록되어 있다. 이 곡도 편곡만이 원곡과 다르며, 이 싱글에 수록된 편곡은 하야마 타케시의 것이다.

## 수록곡
| #            | 제목                                                                                                  | 작사                      | 작곡                  | 편곡          | 재생 시간 |
| ------------ | --- | ------------------------- | --------------------- | ------------- | --------- |
| 1.           | 〈〈LOVE ~잠 못 이루고 그대의 옆얼굴을 계속 보고있었어~〉〉 (LOVE 〜眠れずに君の横顔ずっと見ていた〜) | 사카이 이즈미             | 쿠리바야시 세이이치로 | 하야마 타케시 | 5:24      |
| 2.           | 〈〈I still remember〉〉                                                                              | 사카이 이즈미 (번역: AMY) | 쿠리바야시 세이이치로 | 하야마 타케시 | 6:08      |
| 3.           | 〈〈LOVE ~잠 못 이루고 그대의 옆얼굴을 계속 보고있었어~〉〉 (Original Karaoke)                        |                           |                       |               | 5:22      |
| 총 재생 시간 | 총 재생 시간                                                                                          | 총 재생 시간              | 총 재생 시간          | 총 재생 시간  | 16:54     |